# Santo Adrião (Armamar)
Santo Adrião é uma povoação portuguesa do Município de Armamar que foi sede da extinta Freguesia de Santo Adrião, freguesia que tinha 3,45 km² de área e 81 habitantes (2011), e, por isso, uma densidade populacional de 23,5 hab/km².
A Freguesia de Santo Adrião foi extinta em 2013, no âmbito de uma reforma administrativa nacional, tendo sido agregada à Freguesia de Vila Seca, para formar uma nova freguesia denominada União das Freguesias de Vila Seca e Santo Adrião com sede em Vila Seca.
Faz fronteira com o Município de Tabuaço tendo o rio Tedo a servir de fronteira. Na sua margem direita, a localidade assenta num declive montanhoso onde predominam os socalcos das vinhas durienses.

## História
A povoação pertencia, nos princípios do século XVI (1527), ao Concelho de Barcos, tendo sido lugar do termo desta vila a que D. Afonso III deu carta de foro em 1263. No século XIX, com a supressão desse Concelho, Santo Adrião passou para Armamar.
A antiguidade da localidade é documentada por um grande número de achados e vestígios arqueológicos: sepulturas cavadas na rocha; uma fortaleza a pequena distância da povoação, provavelmente da época castreja; moedas e cerâmicas encontradas em diversos pontos, entre muitos outros.

Rio Tedo.

Um dos elementos do património que mais destaque merece é a ponte romana, assim designada, muito embora seja de construção do século XV. No entanto, os seus contrafortes revelam estrutura românica e poderá ter sido construída sobre as fundações de uma outra mais antiga, possivelmente romana. Dessa época existiram no local umas poldras (pedras colocadas no leito dos rios para servir de passagem) mas que foram destruídas por uma cheia em 1962.
Na freguesia viviam 81 habitantes (censos 2011) que se dedicam, na sua esmagadora maioria, à agricultura. A vinha e o vinho constituem quase exclusivamente o cartaz agrícola. Aqui se produzem vinhos, generosos e de mesa, de excelente qualidade. Santo Adrião também já foi um bom lugar de produção de azeite e laranja. Chegaram a funcionar duas azenhas (a mais antiga datada de 1757) que laboravam durante dois a três meses no ano. No entanto, há cerca de três décadas a “ferrugem” dizimou a cultura do olival. Os terrenos, mobilizados, foram reconvertidos em vinhas.

## População
| População da freguesia de Santo Adrião | População da freguesia de Santo Adrião | População da freguesia de Santo Adrião | População da freguesia de Santo Adrião | População da freguesia de Santo Adrião | População da freguesia de Santo Adrião | População da freguesia de Santo Adrião | População da freguesia de Santo Adrião | População da freguesia de Santo Adrião | População da freguesia de Santo Adrião | População da freguesia de Santo Adrião | População da freguesia de Santo Adrião | População da freguesia de Santo Adrião | População da freguesia de Santo Adrião | População da freguesia de Santo Adrião |
| -------------------------------------- | -------------------------------------- | -------------------------------------- | -------------------------------------- | -------------------------------------- | -------------------------------------- | -------------------------------------- | -------------------------------------- | -------------------------------------- | -------------------------------------- | -------------------------------------- | -------------------------------------- | -------------------------------------- | -------------------------------------- | -------------------------------------- |
| 1864                                   | 1878                                   | 1890                                   | 1900                                   | 1911                                   | 1920                                   | 1930                                   | 1940                                   | 1950                                   | 1960                                   | 1970                                   | 1981                                   | 1991                                   | 2001                                   | 2011                                   |
| 324                                    | 342                                    | 309                                    | 278                                    | 286                                    | 241                                    | 272                                    | 283                                    | 267                                    | 320                                    | 223                                    | 207                                    | 167                                    | 145                                    | 81                                     |

## Património

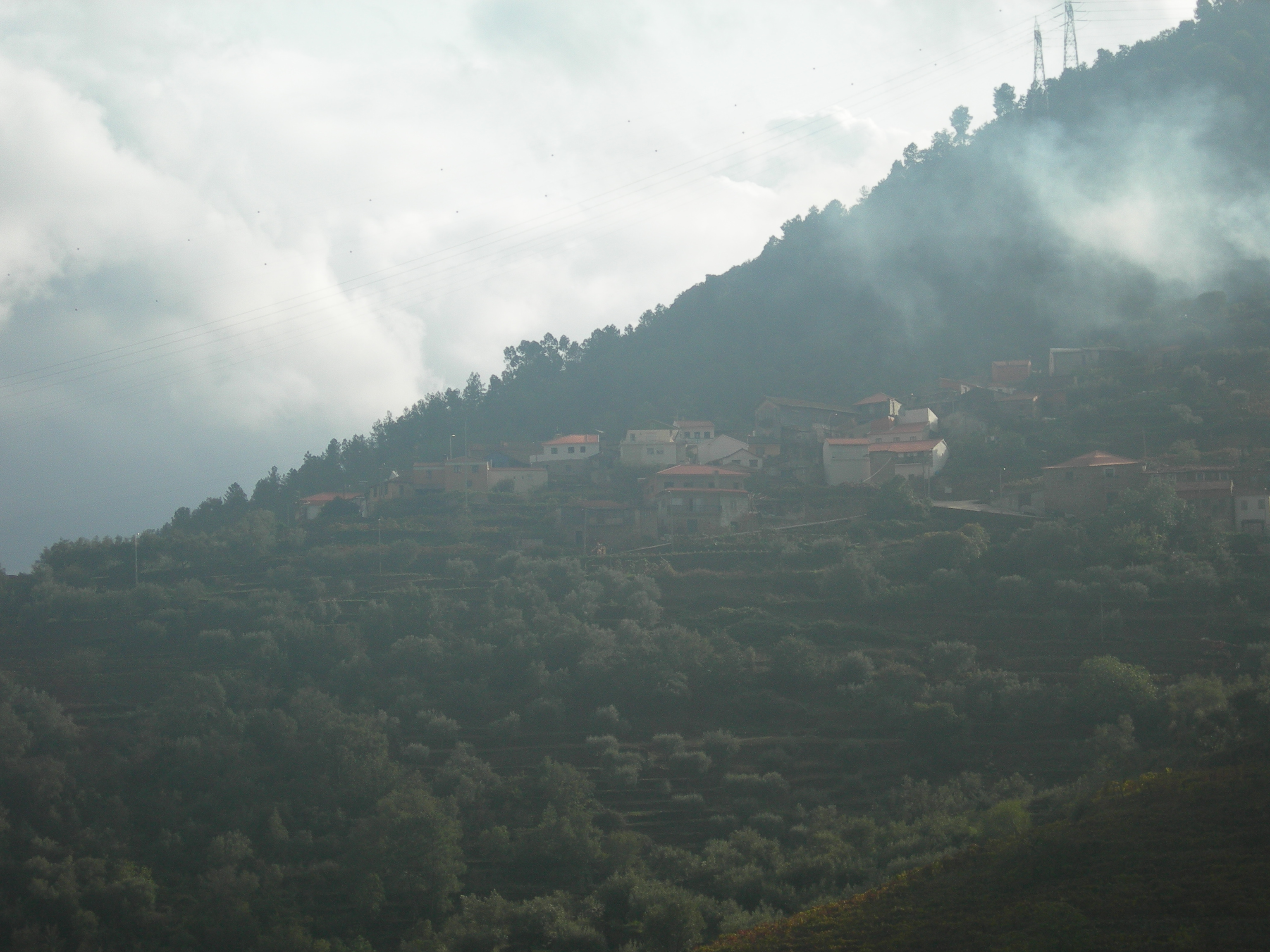
Santo Adrião.

- Ponte antiga de Santo Adrião sobre o rio Tedo

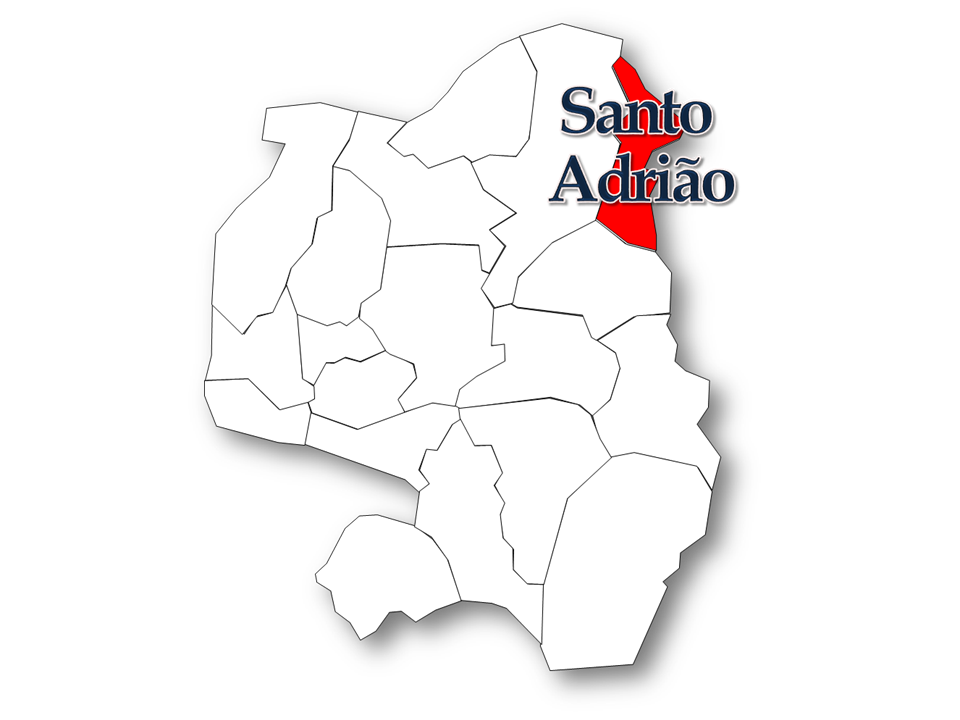
Localização no Concelho de Armamar

- Marco granítico n.º 86